# Grande Prairie
Grand Praire é uma cidade da província de Alberta, no Canadá. Localizada 456 km noroeste de Edmonton, a capital provincial, Grande Prairie possui uma população de aproximadamente 63000 habitantes (censo de 2016) e uma área de 60,42 km².
Foi a décima sétima maior cidade em Alberta em 2016 com uma população de 63.166 habitantes e foi uma das cidades com maior crescimento entre 2001 e 2006.
A cidade adotou o cisne (Cygnus buccinator) como o símbolo oficial devido à sua rota migratória e seus ninhos de verão. For essa razão, Grande Praine é por vezes apelidada de "Cidade Cisne". Outro símbolo, porém não oficial, é o dinossauro por causa de descobertas paleontológicas nas áreas norte e oeste da cidade.